# Петрова нива
Петрова нива е историческа местност в Странджа, в землището на село Стоилово. Разстоянието до Бургас е 67 km, а до Малко Търново е 34 km.

## История
На 28 – 30 юни през 1903 година там се провежда конгрес на Одринския революционен окръг на Вътрешната македоно-одринска революционна организация, на който се изработва общият план на въстаническите действия в окръга по време на Илинденско-Преображенското въстание.
На 16 август 1958 година е открит паметник, а през 2003 година в чест на 100-годишнината на въстанието е построена църква, наречена „Света Петка“. Има и музей с експонати (снимки, оръжия, документи), посветен изцяло на освободителните борби на българите от Тракия и Македония и на Илинденско-Преображенското въстание. В паметника са взидани костите на българския революционер и войвода Георги Кондолов.
Местността е част от Стоте национални туристически обекта, под номер 8. Работи целогодишно. Има печат на БТС.